# Alcolea del Río
Alcolea del Río er en by og kommune i det sydlige Spanien i provinsen Sevilla. Den har et indbyggertal på 3.279 (2024) indbyggere.